# 웅상고등학교
웅상고등학교(熊上高等學校)는 대한민국 경상남도 양산시 평산동에 있는 공립 고등학교이다.

## 학교 연혁
- 1997년 9월 12일 : 웅상고등학교 설립인가
- 1998년 3월 1일 : 개교 및 제1회 입학식(8학급 337명)
- 2023년 1월 6일 : 제23회 졸업식(261명, 총 졸업자 6,661명)
- 2023년 3월 1일 : 제13대 이경숙 교장 취임
- 2023년 3월 6일 : 제26회 입학식(9학급 307명)

## 참고 자료
- 웅상고등학교 - 한국교육학술정보원 학교알리미